# Design de jornal
Design de jornal, ou design de notícias, é área do design editorial que lida com os problemas de design relacionados ao jornal. Incluindo a diagramação, a infografia, ilustração e até o projeto gráfico do jornal.

## História
A era dos jornais modernos começa em meados do século XIX, com a Revolução Industrial e o aumento da capacidade de impressão e distribuição. Ao longo do tempo, avanços nas tecnologias de impressão, design gráfico e padrões editoriais levaram a mudanças e melhorias no formato e legibilidade dos jornais. Os veículos do século XIX geralmente tinham uma massa densa de texto, normalmente disposta verticalmente, com múltiplos títulos para cada matéria. Algumas das mesmas limitações tecnológicas persistiram até o advento da tipografia digital e da editoração eletrônica, no final do século XX.
Entre algumas destas mudanças, estavam:
- Menos matérias por cada página.
- Menos e maiores manchetes.
- Módulos, ou squaring off de matérias e pacotes de material relacionado. Módulos evitam o que os diagramadores chamam, de "joelhos" (em inglês, doglegs) ou disposições em forma de "L".
- Larguras de colunas mais padronizadas.
- Fontes tipográficas mais padronizadas e adequadas à legibilidade de um jornal. (ver: Times New Roman)
- Mais "arte" —elementos não-textuais, geralmente fotos, mas incluindo ainda publicidade ou boxes para matérias descontraídas (features).
- Mais espaço em branco, chamados de "brancos" (em inglês, air). Uma área com muito pouco espaço em branco é chamada de "tight", e com muito branco é chamada de "loose".
- Cor.

## Opções de design de jornais
O diagramador de jornal é um tipo de designer gráfico jornalista (ou designer editorial) que trabalha diariamente, dando forma ao texto e imagem, nas páginas dos jornais. Esses designers escolhem os tamanhos das fotos e títulos (tanto das fontes como quanto espaço vai ocupar na página), usando como princípio o projeto gráfico.
Eles podem decidir - junto com os editores - quais matérias ficarão em quais páginas, e em que posição na página. Embora decisões mais importantes costumam ser da responsabilidade do editor de arte, a quem os diagramadores (designers que diagramam as páginas) são subordinados.
Outro fator fundamental do design de notícias é o aspecto criativo e inteligente em páginas como capas, cadernos especiais e páginas especiais, que não seguem necessariamente o projeto gráfico. As mesmas valorizam a matéria e dão um aspecto mais atrativo ou como diz a expressão em inglês: "thought provoking".

## Tamanho das publicações
Para jornais, há três tamanhos fundamentais de páginas:
- Standard - página inteira, com mancha gráfica variando em torno de 120 por 70 paicas (ou aprox. 50 cm por 30 cm) e bordas de dois a três centímetros. A mancha gráfica de O Globo, por exemplo, é de 125 por 70 paicas.
- Tabloide - metade do tamanho do standard; costumam ser jornais populares que utilizam profusão de recursos gráficos, pouco texto e muitas fotos.
- Micro jornal - metade do tamanho do tabloide.

Para revistas, o padrão mais comum é 26,5 por 20 centímetros.

## Processo
Os designers de jornais geralmente usam programas de editoração eletrônica no computador para compor os elementos nas páginas antes de imprimir. Antigamente, antes da paginação digital, se utilizava "bonecos" (miniaturas) das páginas, para prever com precisão milimétrica o layout de cada página em tamanho natural.
Um boneco completo era necesário para designar a colunagem pela qual a rotativa (typesetter) iria definir os tipos e organizar as colunas de texto.

Muito das variações e incoerências dos primeiros jornais era devido ao fato de que correções feitas em cima da hora eram lidadas exclusivamente por rotativas. Com o advento do processo de revelação fotográfica (photographic printing), as rotativas deram lugar ao método de pasteup,
Em meados dos anos 1990, o processo de paste-up deu lugar ao processo direct to plate, em que arquivos de páginas digitalizadas são transmitidos diretamente para a chapa fotográfica. Substituindo várias etapas intermediárias na impressão do jornal, este processo permitiu flexibilidade e precisão muito maiores que antes.